# Zhangixalus viridis
Zhangixalus viridis – gatunek płaza bezogonowego z rodziny nogolotkowatych (Rhacophoridae), występujący endemicznie na wyspach japońskiego archipelagu Nansei. Zasiedla głównie pola uprawne i równiny. Rozmnaża się od grudnia do lipca, a jaja składane są do gniazd pianowych. Gatunek najmniejszej troski (LC) w związku ze stabilnymi rozmiarami populacji oraz brakiem degradacji jego środowiska naturalnego.

## Taksonomia
Za podgatunek Zhangixalus viridis uznawany był Zhangixalus amamiensis, jednak Matsui i Maeda (2018) uznali te taksony za osobne gatunki, co potwierdziły badania filogenetyczne (Matsui et al. 2019).

## Wygląd
Grzbiet jasnozielony, niekiedy ciemnobrązowy. Palce kończyny przedniej i tylnej spięte dobrze rozwiniętą błoną pławną. Brak fałdy grzbietowobocznej. Występuje natomiast fałda ponad błoną bębenkową. Samice Z. viridis dorastają do średnio 65–77 mm, a samce do 45–56 mm długości. Gatunek diploidalny, liczba chromosomów 2n wynosi 26.

## Zasięg występowania i siedlisko
Endemit – występuje na wyspach japońskiego archipelagu Nansei na wysokościach bezwzględnych 50–500 m n.p.m. Zasięg występowania (Extent of Occurrence, EOO) wynosi 9043 km² i jest ograniczony do wysp Okinawa, Iheya-jima i Kume-jima. Gatunek ten spotykany jest na krzewach i drzewach na polach uprawnych i równinach oraz w górzystych lasach.

## Rozmnażanie i rozwój
Gatunek ten rozmnaża się od grudnia do lipca. Tworzy gniazdo pianowe na skraju zbiorników wodnych na polach ryżowych, bagnach oraz tymczasowych zbiornikach wodnych. Gniazda mogą być tworzone w zagłębieniach wykopanych przez samce, pod kamieniami, mogą być również przyczepione do paproci oraz nisko położonych gałęzi drzew. Po wykluciu się kijanek piana topnieje, wymywając kijanki do zbiornika wodnego.

## Status
Gatunek najmniejszej troski (LC). Pomimo stosunkowo niewielkiego zasięgu występowania jest on pospolicie spotykany, a populacja jest na stabilnym poziomie. Ponadto nie zaobserwowano degradacji jego środowiska naturalnego.